# Chung kết Cúp bóng đá nữ châu Á 2018
Chung kết Cúp bóng đá nữ châu Á 2018 là trận đấu bóng đá được tổ chức tại Sân vận động Quốc tế Amman ở Amman, Jordan nhằm tìm ra đội vô địch Cúp bóng đá nữ châu Á 2018. Trận chung kết diễn ra giữa Úc và Nhật Bản, các đội cũng đã lọt vào trận chung kết Cúp bóng đá nữ châu Á 2014.
Nhật Bản đánh bại Úc 1–0 trong trận chung kết để giành được chức vô địch thứ hai liên tiếp.

## Bối cảnh
Nhật Bản là đương kim vô địch của Cúp bóng đá nữ châu Á đã đánh bại Úc trong trận chung kết năm 2014 tại Việt Nam để giành danh hiệu châu lục đầu tiên của họ. Hai bên đã gặp nhau ở vòng bảng của Cúp bóng đá nữ châu Á 2018. Trận đấu đó kết thúc với tỉ số hòa 1–1.
Trận đấu cũng đánh dấu lần thứ ba liên tiếp Úc tham dự trận chung kết.

## Đường tới trận chung kết
Úc và Nhật Bản cùng nằm ở bảng B tại vòng bảng. Úc là đội đứng đầu bảng và gặp đội nhì bảng A Thái Lan trong trận bán kết, trong khi Nhật thi đấu với Trung Quốc, đội đầu bảng A.
Úc bị Thái Lan dẫn trước 2–1 nhưng có bàn gỡ hòa ở những phút cuối. Sau hiệp phụ không có thêm bàn thắng nào được ghi, hai đội bước vào loạt sút luân lưu, nơi Úc vượt qua Thái Lan. Nhật Bản giành chiến thắng trước Trung Quốc trong trận bán kết còn lại.
| Đội      | Tr | T | H | B | BT | BB | HS  | Đ |
| -------- | -- | - | - | - | -- | -- | --- | - |
| Úc       | 3  | 1 | 2 | 0 | 9  | 1  | +8  | 5 |
| Nhật Bản | 3  | 1 | 2 | 0 | 5  | 1  | +4  | 5 |
| Hàn Quốc | 3  | 1 | 2 | 0 | 4  | 0  | +4  | 5 |
| Việt Nam | 3  | 0 | 0 | 3 | 0  | 16 | −16 | 0 |

| Đội      | Tr | T | H | B | BT | BB | HS  | Đ |
| -------- | -- | - | - | - | -- | -- | --- | - |
| Úc       | 3  | 1 | 2 | 0 | 9  | 1  | +8  | 5 |
| Nhật Bản | 3  | 1 | 2 | 0 | 5  | 1  | +4  | 5 |
| Hàn Quốc | 3  | 1 | 2 | 0 | 4  | 0  | +4  | 5 |
| Việt Nam | 3  | 0 | 0 | 3 | 0  | 16 | −16 | 0 |

## Trận đấu

### Chi tiết
| Nhật Bản       | 1–0      | Úc |
| -------------- | -------- | -- |
| - Yokoyama 84' | Chi tiết |    |

| Nhật Bản | Úc |

| TM                      | 18 | Yamashita Ayaka  |  |     |
| HVP                     | 22 | Shimizu Risa     |  |     |
| TrV                     | 4  | Kumagai Saki (c) |  |     |
| TrV                     | 5  | Ichise Nana      |  |     |
| HVT                     | 3  | Sameshima Aya    |  |     |
| TVP                     | 7  | Nakajima Emi     |  |     |
| TVG                     | 10 | Sakaguchi Mizuho |  |     |
| TVG                     | 2  | Utsugi Rumi      |  |     |
| TVT                     | 14 | Hasegawa Yui     |  |     |
| TĐ                      | 13 | Sugasawa Yuika   |  | 72' |
| TĐ                      | 8  | Iwabuchi Mana    |  |     |
| Dự bị:                  |    |                  |  |     |
| TM                      | 1  | Ikeda Sakiko     |  |     |
| TM                      | 21 | Hirao Chika      |  |     |
| HV                      | 6  | Ariyoshi Saori   |  |     |
| HV                      | 17 | Takagi Hikari    |  |     |
| HV                      | 23 | Miyake Shiori    |  |     |
| TV                      | 12 | Naomoto Hikaru   |  |     |
| TV                      | 15 | Sakaguchi Moeno  |  |     |
| TV                      | 16 | Sumida Rin       |  |     |
| TĐ                      | 9  | Kawasumi Nahomi  |  |     |
| TĐ                      | 11 | Tanaka Mina      |  |     |
| TĐ                      | 20 | Yokoyama Kumi    |  | 72' |
| Huấn luyện viên trưởng: |    |                  |  |     |
| Takakura Asako          |    |                  |  |     |

| TM                      | 1  | Lydia Williams       |  |     |
| HVP                     | 21 | Ellie Carpenter      |  |     |
| TrV                     | 4  | Clare Polkinghorne   |  |     |
| TrV                     | 14 | Alanna Kennedy       |  |     |
| HVT                     | 7  | Stephanie Catley (c) |  |     |
| TVP                     | 6  | Chloe Logarzo        |  |     |
| TVG                     | 13 | Tameka Butt          |  |     |
| TVG                     | 8  | Elise Kellond-Knight |  |     |
| TVT                     | 10 | Emily van Egmond     |  |     |
| TĐ                      | 20 | Samantha Kerr        |  |     |
| TĐ                      | 11 | Lisa De Vanna        |  | 60' |
| Dự bị:                  |    |                      |  |     |
| TM                      | 12 | Casey Dumont         |  |     |
| TM                      | 18 | Mackenzie Arnold     |  |     |
| HV                      | 2  | Caitlin Cooper       |  |     |
| HV                      | 5  | Laura Alleway        |  |     |
| TV                      | 3  | Aivi Luik            |  |     |
| TV                      | 9  | Alex Chidiac         |  |     |
| TV                      | 19 | Katrina Gorry        |  |     |
| TĐ                      | 15 | Emily Gielnik        |  |     |
| TĐ                      | 16 | Hayley Raso          |  |     |
| TĐ                      | 17 | Kyah Simon           |  | 60' |
| TĐ                      | 22 | Larissa Crummer      |  |     |
| TĐ                      | 23 | Michelle Heyman      |  |     |
| Huấn luyện viên trưởng: |    |                      |  |     |
| Alen Stajcic            |    |                      |  |     |